# Sperry
Sperry Corporation е американска корпорация, функционирала от 1910 до 1986 г. и занимавала се с производството на въоръжение и военна техника, електротехника и електроника, предимно с военно предназначение, а също и на промишлена и битова продукция. Корпорацията е основана от изобретателя и организатор на производството Елмер Спери (Elmer Ambrose Sperry, 1860 – 1930), който ѝ дава и името си. Освен че самият основател е конструктор-новатор (вторият американски изобретател след Томас Едисон по брой на патентите и регистрираните изобретения), целият персонал от научни и инженерно-технически кадри поддържа на високо ниво корпоративната репутация – на корпорацията принадлежат редица революционни нововъведения в сферата на военната и електронноизчислителната техника.

## История
Компанията Sperry е създадена през 1910 г. за реализацията на съдови жирокомпаси собствено производство, а официално става корпорация на 13 април 1933 г.. През различните години компанията е носила названията: Sperry Gyroscope Company (1910 – 1933), Sperry Corporation (1933 – 1955), Sperry Rand (1955 – 1978), отново Sperry Corporation (1978 – 1986). Структурни подразделения (филиали) на корпорации са били: компанията UNIVAC (от момента на сливането си с Remington Rand през 1955 г.), която в различни моменти се е наричала Sperry Univac (1978 – 1986) и Univac Defense Systems; подразделението Uniscope (в състава на Univac); компанията EMR-Computer (от 1972 г.), занимаващи се с производството на електронноизчислителна техника от едноименните марки.

### Sperry Rand
През 1955, Sperry придобива Remington Rand и се преименува на Sperry Rand. След това е придобита компанията на Джон Преспър Екерт и Моукли Eckert-Mauchly Computer Corporation и Engineering Research Associates, като в резултат компанията става успешна в бизнеса с производство на компютри от серията UNIVAC, макар че остава и доставчик на военно оборудване. В областта на компютърните патенти е подписано крос-лицензионно споразумение с IBM. Поради това, че притежава патент за ENIAC, който дълго време е възприеман като патент за електронен цифров компютър изобщо, компанията предявява искове към свои конкуренти за изплащане на отчисления. Между 1967 и 1973 във връзка с това се води нашумялото дело с Honeywell (виж: Патентен спор за ENIAC, раздел Honeywell vs. Sperry Rand Corp.).
През 1986 г. след сливането си с корпорацията Burroughs Sperry прекратява съществуването си под старото име, а в резултат на сливането е образуван консорциумът Unisys.

## Постижения
Заслуга на инженерите от Sperry са:
- първият в световната военна история самолет-снаряд – предшественик на съвременните крилати ракети[2];
- първата приета на въоръжение радиоуправляема ракета въздух-въздух[2];
- създаването на авиохоризонта[3]
- автопилотът[4];
- системите за прицелно бомбомятане[5];
- корабният стабилизатор[6].

В областта на изчислителната техника компанията разработва тънколентови магнитни носители на информация; оптимизира процесите за получаване и обработка на информацията до микросекунди, а след това – и до наносекунди,; създава един от ранните цифрови компютри и др.